# Wanna (Basse-Saxe)
Wanna (en bas allemand : Wannen) est une municipalité rurale du pays de Hadeln, en Basse-Saxe (Allemagne).